# السعودية المصرية للاستثمار
الشركة السعودية المصرية للاستثمار هي شركة سعودية مملوكة بالكامل لصندوق الاستثمارات العامة السعودي، أنشأت في أغسطس 2022 بغرض الاستثمار في مجالات البنية التحتية، التطوير العقاري، الرعاية الصحية، الخدمات المالية، والصناعات الغذائية والزراعية داخل مصر، يقع مقرها الرئيسي في العاصمة المصرية القاهرة.

## استثمارات الشركة
تمتلك الشركة نسب مختلفة في عدة أنشطة وشركات مصرية هي:
- بي تك (34%).[4]
- مصر لتصنيع البترول والأسمدة (25%).[5]
- إي فاينانس للاستثمارات المالية والرقمية (25%).[5]
- الإسكندرية لتداول الحاويات والبضائع (20%).[5]
- أبو قير للأسمدة والصناعات الكيماوية (19.82%).[5]

## وصلات خارجية
- الموقع الرسمي لصندوق الاستثمارات العامة.